# DR Event
DR Event är en dansk radiokanal från Danmarks Radio som sänds DAB-radionätet. Kanalen reserverar plats till särskild sändningar och antar olika skepnader vid olika tillfällen. Kanalen lanserades den 1 maj 2004 under namnet DR Royal och sände i samband med att Mary Elizabeth Donaldson gifte sig med kronprins Frederik. Man sände då material relaterat till bröllopet ändå fram till den 14 maj.
Under oktober månad och fram till presidentvalet 2004 hette kanalen DR USA och vidaresände den amerikanska radiokanalen National Public Radio. Den 12-14 november 2004 hette kanalen DR Bogforum och sände från BogForum 2004. Under april 2005 kallas kanalen DR Andersen och sänder Hans Christian Andersens berättelser med anledning av hans tvåhundraårsdag.
Mellan 20 juni och 28 augusti ägnar kanalen två veckor i taget åt att sända DR:s webbmusikkanaler: DR Country, DR Barometer, DR R&B, DR Evergreen och DR Hip Hop. I augusti upphörde dock kanalen att sända eftersom det utrymme kanalen använde upplåtits åt andra programbolag är DR.